# Wirtinger-Präsentierung
Im mathematischen Teilgebiet der Knotentheorie ist die Wirtinger-Präsentierung (oder Wirtinger-Präsentation) ein Verfahren zur Beschreibung (Präsentation) einer Knotengruppe. Sie wurde nach dem österreichischen Mathematiker Wilhelm Wirtinger benannt.

## Problemstellung
Eine der wichtigsten topologischen Invarianten ist die Fundamentalgruppe eines topologischen Raumes. Zu einem mathematischen Knoten definiert man die Knotengruppe als die Fundamentalgruppe des Knotenkomplements.
Die Wirtinger-Präsentation liefert eine Präsentation der Knotengruppe, also eine explizite Beschreibung mittels Erzeugern und Relationen.
Es ist im Allgemeinen ein nichttriviales Problem, Eigenschaften einer Gruppe aus einer Präsentation abzulesen. Im Fall von Knotengruppen gibt es aber Algorithmen, die zum Beispiel anhand der Präsentationenen zweier Knotengruppen entscheiden, ob die Knoten äquivalent sind.

## Verfahren
Sei {\displaystyle D} ein Knotendiagramm eines Knotens {\displaystyle K} und P ein Punkt außerhalb des Knotens. Wir wählen eine Durchlaufrichtung und bezeichnen
mit {\displaystyle B_{1},\ldots ,B_{k}} der Reihe nach die Streckenabschnitte im Knotendiagramm. Für jeden Bogen {\displaystyle B_{i}} wählen
wir eine in P beginnende und endende Schleife {\displaystyle x_{i}}, welche aus einer Strecke von P fast bis {\displaystyle B_{i}}
besteht und aus einer Schleife um {\displaystyle B_{i}}, welche {\displaystyle B_{i}} einmal positiv umläuft (‘rechte Handregel’), und dann die vorher gewählte Strecke zurück zu P entlang läuft.
Wir sagen eine Kreuzung ist positiv, wenn der untere Strang vom oberen Strang aus gesehen (mit der gegebenen Orientierung) von rechts nach links geht. Andernfalls nennen wir die Kreuzung negativ. Am i-ten Kreuzungspunkt werden die Bögen {\displaystyle x_{i}} und {\displaystyle x_{i+1}} durch einen Bogen {\displaystyle x_{s(i)}} getrennt. Jeder Kreuzungspunkt gibt eine Relation wie im folgenden Bild.
Die so erhaltene Präsentation
{\displaystyle \langle x_{1},\ldots ,x_{k}\mid r_{1},\ldots ,r_{k}\rangle }
mit
{\displaystyle r_{i}=x_{i}^{-1}x_{s(i)}x_{i+1}x_{s(i)}^{-1}\ {\mbox{bei einer positiven Kreuzung}}}
{\displaystyle r_{i}=x_{i}^{-1}x_{s(i)}^{-1}x_{i+1}x_{s(i)}\ {\mbox{bei einer negativen Kreuzung}}}
heißt Wirtinger-Präsentierung und ist eine Präsentation der Fundamentalgruppe des Knotenkomplements.

## Beispiele

Diagramm des Kleeblattknotens
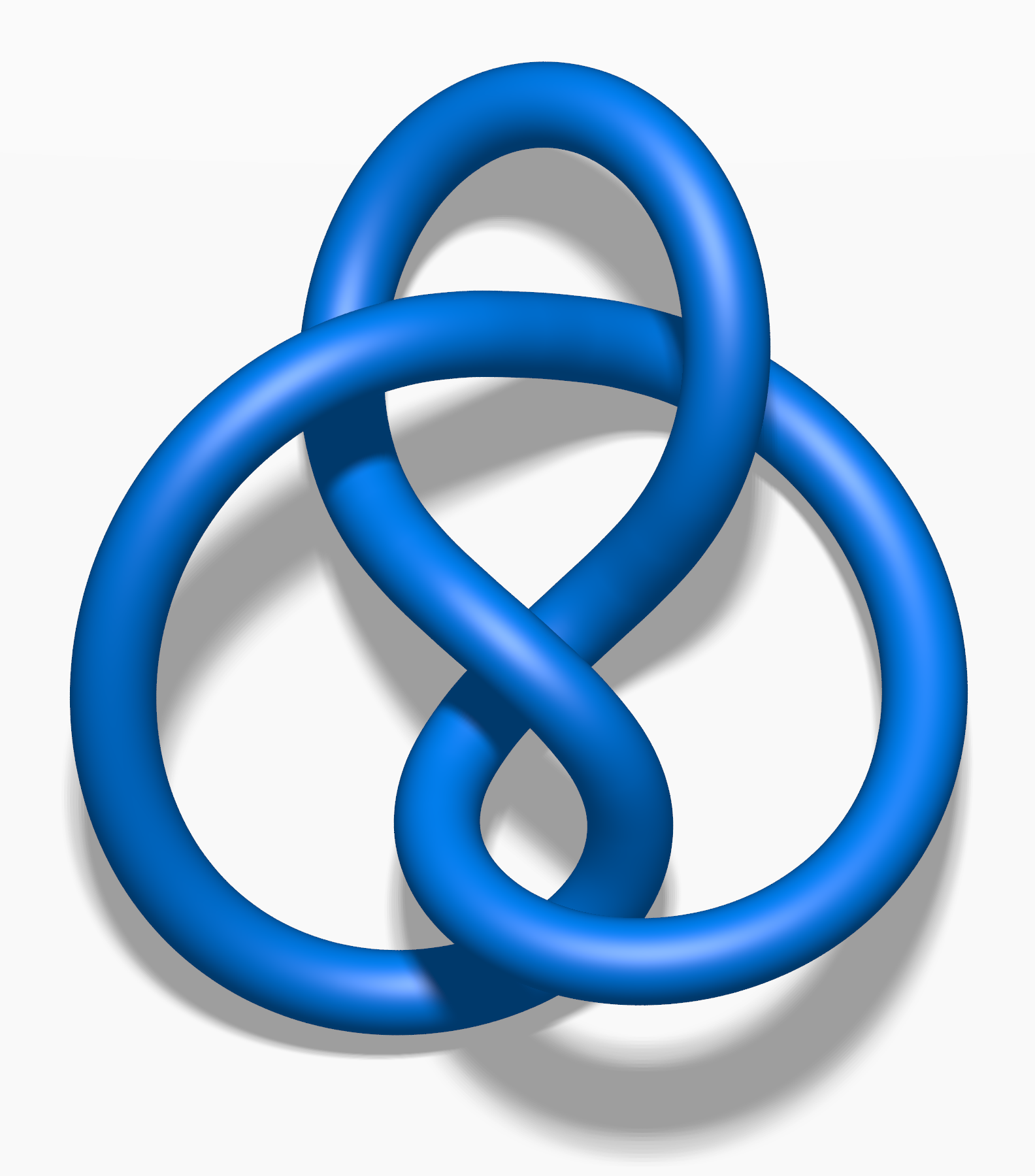
Achterknoten

Die Wirtinger-Präsentation des Kleeblattknotens ist
{\displaystyle \langle x_{1},x_{2},x_{3}\mid x_{1}x_{2}x_{3}^{-1}x_{2}^{-1},x_{2}x_{3}x_{1}^{-1}x_{3}^{-1},x_{3}x_{1}x_{2}^{-1}x_{1}^{-1}\rangle },
diese kann man mit {\displaystyle x=x_{1}x_{2}} und {\displaystyle y=x_{2}^{-1}x_{1}^{-1}x_{2}^{-1}} vereinfachen zu
{\displaystyle \langle x,y\mid x^{3}y^{2}\rangle }.
Die Wirtinger-Präsentation des Achterknotens ist
{\displaystyle \langle x_{1},x_{2},x_{3},x_{4}\mid x_{3}x_{4}^{-1}x_{3}^{-1}x_{1},x_{1}x_{2}^{-1}x_{1}^{-1}x_{3},x_{4}x_{2}^{-1}x_{3}^{-1}x_{2}\rangle },
diese kann man mit {\displaystyle x=x_{1}} und {\displaystyle y=x_{1}^{-1}x_{3}} vereinfachen zu
{\displaystyle \langle x,y\mid y^{-1}xyx^{-1}y^{-2}x^{-1}yx\rangle }.